# Heather Mitts
Heather Blaine Mitts Feeley (née le 9 juin 1978 à Cincinnati, dans l'État de l'Ohio) est une ancienne joueuse de soccer américaine qui évoluée au poste de défenseure. Elle a été membre de l'équipe des États-Unis de soccer féminin. Le 13 mars 2013 elle annonce sa retraite via son compte Twitter.

## Biographie

### Carrière en club
Mitts fréquente l'école Saint-Ursula Academie à Cincinnati, où elle commence à jouer pour l'équipe de son école. Talentueuse dans les sports, elle reçoit une bourse athlétique pour étudier à l'université de Floride à Gainesville, en Floride, où elle joue pour les Florida Gators de 1996 à 1999. Mitts fait partie de la ligne défensive qui aide les Florida Gators à remporter leur premier championnat de la NCAA de leur histoire en 1998. Elle est nommée sur la troisième équipe d'étoiles du All-American en 1998 et sur la première équipe d'étoiles All-American en 1999. Elle est diplômée de l'université de Floride en publicité en 2000. 

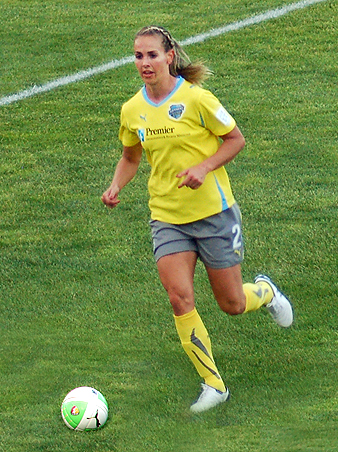
Heather Mitts en mai 2010.

Après sa carrière universitaire, Mitts joue une saison dans la W-League pour Tampa Bay Extreme. Puis elle est recrutée en 2001 par Philadelphia Charge dans la défunte ligue professionnelle Women's United Soccer Association. Avec le club de Philadelphie, elle joue dans une vingtaine de matchs (1 751 minutes) dans la saison inaugurale et a deux passes. Durant sa carrière dans la Women's United Soccer Association, Mitts joue dans 51 matchs (4 414 minutes) et a enregistré huit passes sur trois saisons. Elle est élue comme défenseur étoile et WUSA All-Star en 2003. Malheureusement, après la saison 2003, la Women's United Soccer Association cesse ses opérations. Mitts retourne alors dans la W-League en 2005, et joue avec Floride centrale Krush.
Le 16 septembre 2008, Mitts est l'une des trois joueuses repêchées avec Angela Hucles et Kristine Lilly par Boston Breakers de la nouvelle ligue professionnelle Women's Professional Soccer. Elle joue 19 matchs (1 631 minutes) et connait une saison difficile. Après la saison 2009, les Boston Breakers déclare Mitts agent libre sans contrat. Le 14 octobre 2009, elle signe avec le club d'expansion 2010 Philadelphia Independence. Pour la saison 2011 du WPS, elle joue pour Atlanta Beat.

### En sélection nationale
Mitts rejoint l'équipe nationale des États-Unis en 1999. Son jeu défensif aide l'équipe aux Jeux olympiques d'été de 2004 et de 2008. Elle a représenté les États-Unis dans plus de 125 matchs internationaux. 
Le 12 mai 2007, Mitts se blesse sérieusement dans un match international contre le Canada. La blessure empêche Mitts de participer à la Coupe du monde 2007 féminine de la FIFA. Le 9 mai 2011, Mitts est nommée dans la liste des joueuses représentant les États-Unis pour la Coupe du monde féminine 2011 en Allemagne.

### Vie personnelle
Très tôt, Mitts se fait connaitre pour son goût de la mode vestimentaire. En 2001, elle est élue par le magazine Playboy comme la joueuse  la plus sexy dans la ligue Women's United Soccer Association. En outre, elle apparaît dans plusieurs magazines de sports (entre autres dans les modèles féminins en maillots de bains du magazine Sports Illustrated). De plus elle est analyste à la télévision pour ABC / ESPN / ESPN2 lors de plusieurs événements sportifs américains. En février 2010, Mitts épouse A. J. Feeley, joueur dans la National Football League. Elle s'implique récemment dans la lutte contre le cancer du sein.